# Rudolf Vašíček
Rudolf František Vašíček (31. října 1913, Cetkovice – 13. prosince 1993 Kroměříž) byl český římskokatolický kněz, jezuita, člen protinacistického odboje a politický vězeň komunismu.

## Život
Rudolf Vašíček se narodil do rodiny Julie rozené Dračkové a Rudolfa Vašíčka, československého legionáře, později drobného zemědělce na Blanensku. Navštěvoval Obecnou školu a později Reálnou školu v Jevíčku. V roce 1932 začal studovat bohosloví v kněžském semináři v Brně, které dokončil v roce 1937. Během svého prvního působení v Moravských Budějovicích se setkal s jezuitským řádem. Z Moravských Budějovic odešel v roce 1939 do Prahy a následně do Benešova, kde byl noviciát Tovaryšstva Ježíšova. V Praze navštěvoval Filozofickou fakultu Karlovy univerzity až do uzavření vysokých škol nacisty 17. listopadu 1939. V roce 1941 vtrhlo do pražského jezuitského kláštera gestapo a komunitu zrušili. Rudolf Vašíček se po nuceném exilu na moravském Velehradě vrátil v roce 1944 do Prahy. Dočasný azyl našel v premonstrátském klášteře na Strahově. V době násilného přepadení strahovského kláštera a odvlečení řeholníků do koncentračního tábora, byl jako kněz ve farnosti Praha - Krče. Vrátil se zpět jako administrátor farnosti sv. Ignáce na Karlově náměstí v Praze (1944 - 1945), kde se mimo jiné aktivně zapojil do pražského povstání.

### Vězení
V roce 1945 odešel na Moravu na poutní místo Svatý Hostýn, kde čekal na vysněný odlet do misijního působiště v Číně. Československý provinciál řádu P. František Šilhan jej však místo toho umístil na jiné moravské poutní místo, na Velehrad. Zde začala velká úcta Rudolfa Vašíčka k Soluňským věrozvěstům  Cyrilu a Metodějovi. V roce 1947 se stal farářem farnosti Velehrad. Již od počátku komunistické diktatury v Československu byl sledován tajnou policií a bylo mu několikrát vyhrožováno zatčením. Před prvním zatčením 28. prosince 1949 se mu podařilo z Velehradu uprchnout. Jelikož byli lidé ve Velehradské farnosti vystavováni každodennímu šikanování [zdroj⁠?!], výslechům a teroru; sám se dobrovolně 1. února 1950 přihlásil na ONV Uherské Hradiště, kde byl zatčen. Po třítýdenním výslechu byl Rudolf Vašíček převezen do vazební věznice Praha - Pankrác, kde se připravoval na soudní proces. V červenci byl odsouzen na 4,5 let těžkého zostřeného žaláře. Rozsudek zněl: čtyři a půl roku těžkého žaláře zostřeného každoročně postem a tvrdým ložem. Dále 50 000 Kčs pokuty a zabavení veškerého majetku. V případě nezaplacení finanční částky další půlrok žaláře. Od srpna do listopadu 1950 byl vězněn ve věznici Mírov na Moravě. Následoval pobyt ve věznici Uherské Hradiště pod číslem 217, kde mu byla sdělena další obžaloba za založení ilegální protistátní skupiny s úkolem provádět hromadné převody přes hranice. Rudolf Vašíček byl ve vykonstruovaném procesu odsouzen k dalším 18 letům žaláře na Mírově. V Mírovské věznici byl izolován v letech 1950–1962, kdy mu byl po třinácti letech zkrácen výkon trestu.

### Po propuštění
Po propuštění z vězení pracoval jako dělník v Adamovských strojírnách (1962–1964), následně jako vychovatel tělesně a mentálně postižené mládeže v Ústavu sociálně péče v Borotíně u Boskovic (1964–1969). V roce 1969 jej administrátor olomoucké arcidiecéze biskup Josef Vrana ustanovil správcem farnosti na Velehradě. Vašíček začal s opravou baziliky a připravil velkou slavnost k výročí úmrtí svatého Cyrila (1100 let). Na to reagovala KSČ odsunutím Vašíčka na Hanou – do farnosti Švábenice v roce 1971. Ve Švábenicích strávil Rudolf Vašíček šest let, opravil kostel sv. Michaela Archanděla a aktivizoval duchovní a společenský život farníků. V roce 1978 byl uveden do farnosti Všemina u Slušovic. Svou aktivní kněžskou službu ukončil ve farnosti Pozlovice u Luhačovic. V roce 1992 se odebral na odpočinek na Svatý Hostýn. Zemřel krátce po svých osmdesátých narozeninách v nemocnici Kroměříž.
Poslední rozloučení s jezuitou Rudolfem Vašíčkem proběhlo 28. prosince 1993 v bazilice na Velehradě, za účasti arcibiskupa Karla Otčenáška a biskupa Josefa Hrdličky. Pochován byl v jezuitském hrobě na velehradském hřbitově.